# Riego de la Vega
Pour les articles homonymes, voir Riego.
Riego de la Vega est une commune d'Espagne dans la province de León, communauté autonome de Castille-et-León. Elle s'étend sur 37,57 km2 et comptait environ 835 habitants en 2015.